# Rio Cristur
O Rio Cristur é um rio da Romênia, afluente do Cerna, localizado no distrito de Hunedoara.